# 文泉驿微米黑
文泉驿微米黑是一套继文泉驿正黑后，由文泉驿开发的开源中文黑體TrueType字型。它基于Google开发的开源字体Droid Sans Fallback，主要是对其进行补充和优化。最新版本的文泉驿微米黑包含超过20932个汉字，完整覆盖了GBK（含GB2312）及Big5等标准字符集，同时还包含了日文、韩文和其他几十种语言符号。
该字体特点在于文件体积极小，适用于便携式电子设备。目前已应用于部分版本的Ubuntu操作系统。